# 费奈
费奈（法語：Fénay，法語發音：[fenɛ]）是法国科多尔省的一个市镇，位于该省东部，属于第戎区。

## 地理
费奈（47°14'34"N, 5°3'33"E）面积10.46 平方千米，位于法国勃艮第-弗朗什-孔泰大區科多尔省，该省份为法国中东部省份，北起奥布省，西接涅夫勒省和约讷省，南至索恩-卢瓦尔省，东南接汝拉省，东临上索恩省，东北部与上马恩省接壤。
与费奈接壤的市镇（或旧市镇、城区）包括：隆维、索隆拉吕、索隆拉沙佩勒、布勒特尼耶尔、布罗雄、菲桑、热夫雷尚贝坦、马尔萨奈拉科特、乌日、佩里尼莱第戎。

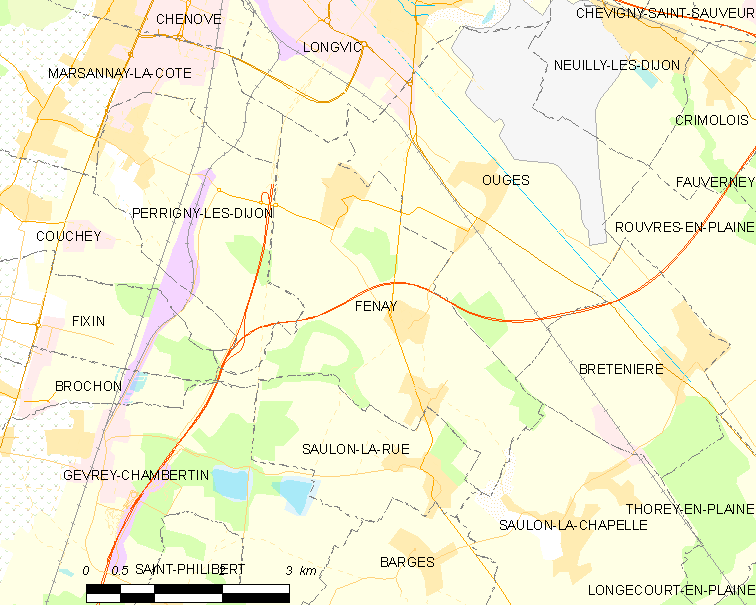
费奈的OSM定位图

费奈的时区为UTC+01:00、UTC+02:00（夏令时）。

## 行政
费奈的邮政编码为21600，INSEE市镇编码为21263。

## 政治
费奈所属的省级选区为隆维县。

## 人口

1962-2008年间费奈人口变化图示

费奈于2022年1月1日时的人口数量为1724人。